# Lijst van Stolpersteine in Waadhoeke

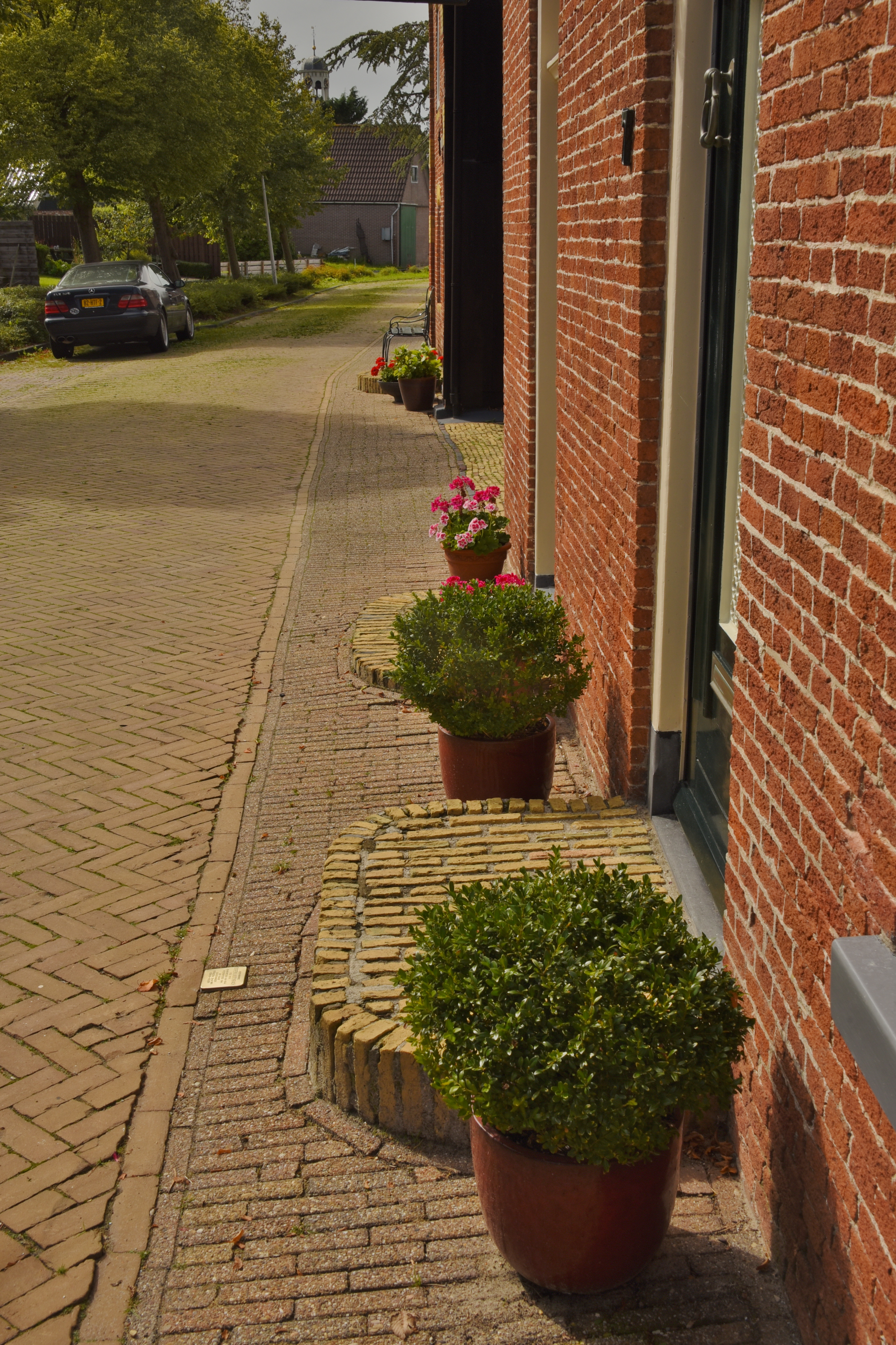
Stolperstein voor Sijbren Lautenbach in Berlikum

De lijst van Stolpersteine in Waadhoeke geeft een overzicht van de gedenkstenen die in de gemeente Waadhoeke in de Nederlandse provincie Friesland zijn geplaatst in het kader van het Stolpersteine-project van de Duitse beeldhouwer-kunstenaar Gunter Demnig.
Stolpersteine zijn opgedragen aan slachtoffers van het nationaalsocialisme, al diegenen die zijn vervolgd, gedeporteerd, vermoord, gedwongen te emigreren of tot zelfmoord gedreven door het nazi-regime. Demnig legt voor elk slachtoffer een aparte steen, meestal voor de laatste zelfgekozen woning.
Omdat het Stolpersteine-project doorloopt, kan deze lijst onvolledig zijn.

## Stolpersteine
In de gemeente Waadhoeke liggen tien Stolpersteine: twee in Beetgum, twee in Beetgumermolen, drie in Berlikum, twee in Marssum en een in Menaldum.

### Beetgum
In Beetgum liggen twee Stolpersteine op twee adressen.
| Afbeelding | Inscriptie                                                                                                | Adres           | Herdachte persoon          |
| ---------- | --- | --------------- | -------------------------- |
|            | HIER WOONDE WIJBE DIJKSTRA GEB. 1894 GEARRESTEERD 22-11-1943 1943 GRONINGEN OVERLEDEN 25-4-1944 ZUIDLAREN | Berltsumerdyk 3 | Wijbe Dijkstra (1894-1944) |
|            | HIER WOONDE LOLLE RONDAAN GEB. 1919 GEARRESTEERD 22-11-1943 GEFUSILLEERD 16-2-1944 HAARLEM-OVERVEEN       | Berltsumerdyk 2 | Lolle Rondaan (1919-1944)  |

### Beetgumermolen
In Beetgumermolen liggen twee Stolpersteine op twee adressen.
| Afbeelding | Inscriptie                                                                                              | Adres                | Herdachte persoon                |
| ---------- | --- | -------------------- | -------------------------------- |
|            | HIER WOONDE HIJLKE VAN DER HEIDE GEB. 1919 GEARRESTEERD 27-7-1944 GRONINGEN GEFUSILLEERD 5-9-1944 VUGHT | J.H. van Aismawei 94 | Hijlke van der Heide (1919-1944) |
|            | HIER WOONDE JACOB VAN DER PLAATS GEB. 1924 NEERGESCHOTEN 20-10-1944 OVERLEDEN 20-10-1944 LEEUWARDEN     | Langestraat 80       | Jacob van der Plaats (1924-1944) |

### Berlikum
In Berlikum liggen drie Stolpersteine op twee adressen.
| Afbeelding | Inscriptie | Adres                | Herdachte persoon              |
| ---------- | --- | -------------------- | ------------------------------ |
|            | HIER WOONDE SIJBREN LAUTENBACH GEB. 1919 GEARRESTEERD 9-8-1944 GEDEPORTEERD 1944 UIT VUGHT SACHSENHAUSEN VERMOORD 25-4-1945 BERGEN-BELSEN | De Kamp 7            | Sijbren Lautenbach (1919-1945) |
|            | HIER WOONDE WILLEM SCHOLTEN GEB. 1907 GEARRESTEERD MEI 1943 GEDEPORTEERD 1944 NEUENGAMME VERMOORD 9-12-1944                               | tegenover Buorren 10 | Willem Scholten (1907-1944)    |

### Marssum
In Marssum liggen twee Stolpersteine op twee adressen.
| Afbeelding | Inscriptie                                                                        | Adres              | Herdachte persoon         |
| ---------- | --------------------------------------------------------------------------------- | ------------------ | ------------------------- |
|            | HIER WOONDE MINNE KEESTRA GEB. 1918 NEERGESCHOTEN 20-8-1942 AMELAND               | Skoallestrjitte 56 | Minne Keestra (1918-1942) |
|            | HIER WOONDE JAN ZIJLSTRA GEB. 1904 GEDEPORTEERD 1944 NEUENGAMME VERMOORD 1-1-1945 | Binnenbuorren 3    | Jan Zijlstra (1904-1945)  |

### Menaldum
In Menaldum ligt een Stolperstein.
| Afbeelding | Inscriptie | Adres       | Herdachte persoon         |
| ---------- | --- | ----------- | ------------------------- |
|            | HIER WOONDE REMET DE JONG GEB. 1911 GEARRESTEERD 20-2-1941 GEDEPORTEERD 1942 BERLIJN VERMOORD JUNI 1944 RUSLAND | Bitgumerdyk | Remet de Jong (1911-1944) |

## Data van plaatsingen
- 15 april 2014: negen Stolpersteine
- 25 juni 2025: een Stolperstein tegenover Buorren 10, Berlikum